# Асади

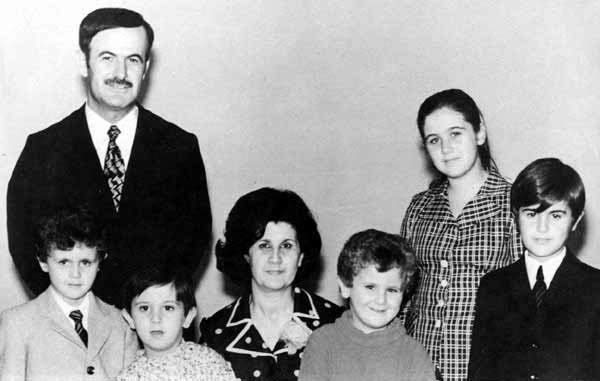
Родина президента Хафеза Асада, 1971 або 1972 р. Зліва направо: Хафез Асад, Башар, Магер, Аніса Махлуф, Маджид, Бушра та Басіль

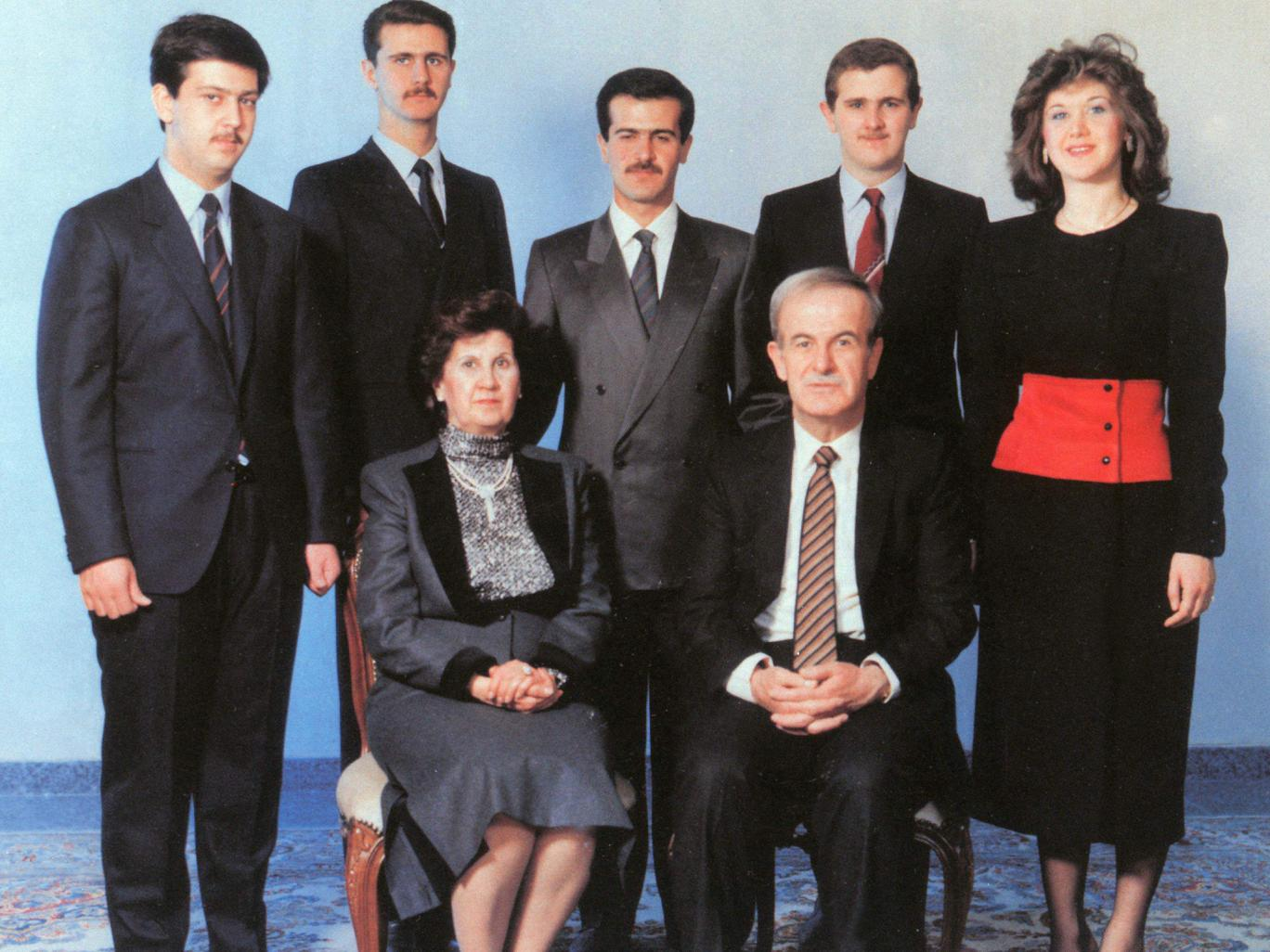
Родина президента Хафеза Асада (сидить разом з дружиною Анісою), початок 1990-х рр. Зліва направо — Магер, Башар, Басіль, Меджид і Бушра

Родина аль-А́садів (араб. عَائِلَة الْأَسَد, трансліт. ʿāʾilat al-ʾAsad) також відома як династія Асадів — алавітська родина, що правила Сирією з моменту, коли Хафез аль-Асад став президентом Сирії у 1971, з допомогою партії Баас, до повалення Башара аль-Асада 8 грудня 2024 р. Після смерті Хафеза аль-Асада у червні 2000 року його спадкоємцем став його син Башар аль-Асад.
Аль-Асади родом з Кардахи, Латакія. Вони належать до племені Калбія. Прізвище Асад сягає 1927 року, коли Алі ібн Сулейман аль-Вахш змінив своє прізвище з аль-Вахш (у перекладі «дикун») на аль-Асад, що з арабської означає «лев», можливо, у зв'язку з його соціальним статусом місцевого посередника та його політичною діяльністю. Усі члени великої родини Асадів походять від Алі та його другої дружини Найси, які походили з села у горах Ансарія.
Під час свого правління у 1970-х роках Хафез аль-Асад створив впливовий клас партноменклатури Баас, лояльної до його родини. Члени родини Асада через корупційні схеми встановили контроль над величезними частинами сирійської економіки, як у державному та і приватному секторах. Після смерті Хафеза родинні зв'язки й далі відігравали важливу роль у сирійській політиці. Кілька близьких членів родини Хафеза також обіймали важливі посади в уряді з моменту його приходу до влади. Серед сирійської бюрократії та бізнес-спільноти також домінують члени династії Асадів та особи, тісно пов'язані з ними.
Хафез аль-Асад перетворив свій режим на бюрократію, яка відзначалася чітким культом особи, нехарактерним для сучасної історії Сирії. Зображення, портрети, цитати та хвала Асаду були виставлені скрізь, від шкіл до публічних ринків і державних установ. В офіційній ідеології асадистів Хафеза називають «Безсмертним лідером» і «аль-Мукаддасом» («Освяченим»). Хафез реорганізував сирійське суспільство за мілітаристським принципом і наполегливо провадив конспірологічну риторику про небезпеку підтримуваних іноземними державами змов, які начебто підбурювали представників п'ятої колони. Також Хафез просував збройні сили як центральний аспект суспільного життя. Після смерті Хафеза культ особи успадкував його син і наступник Башар аль-Асад, якого партія прославляла як «Молодого лідера» і «Надію народу». Перебуваючи під сильним впливом моделі північнокорейської династії Кімів, сирійська державна пропаганда приписувала божественні риси династії Асадів та позиціонувала патріархів родини як батьків-засновників сучасної Сирії.
Опозиція правлінню сім'ї аль-Асад вилилася в громадянську війну в Сирії, яка почалася 15 березня 2011 року.

## Релігія
Родина Асадів належить до секти алавітів, синкретичної секти, пов'язаної з раннім шиїзмом. З моменту приходу до влади в 1970 році сім'я Асадів традиційно використовувала сектантську лояльність з боку алавітів як життєво важливий компонент для легітимізації свого династичного правління. Проте й багато сунітів були призначені на ключові посади у бюрократії, силах безпеки, армії, судовій системі тощо, аби зміцнити режим.

## Культ особи

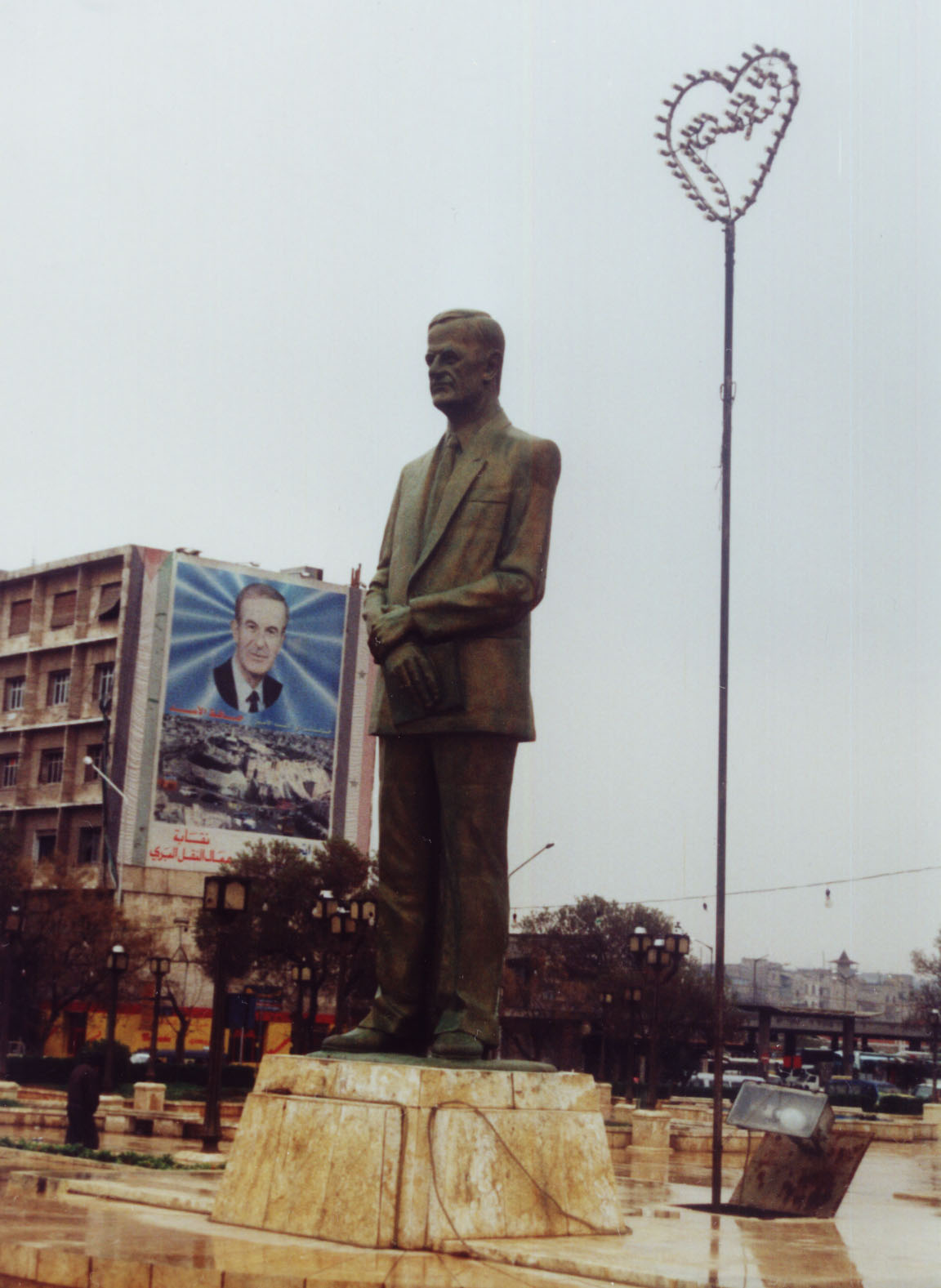
Площа в Алеппо зі статуєю та портретом Хафеза аль-Асада (2001)

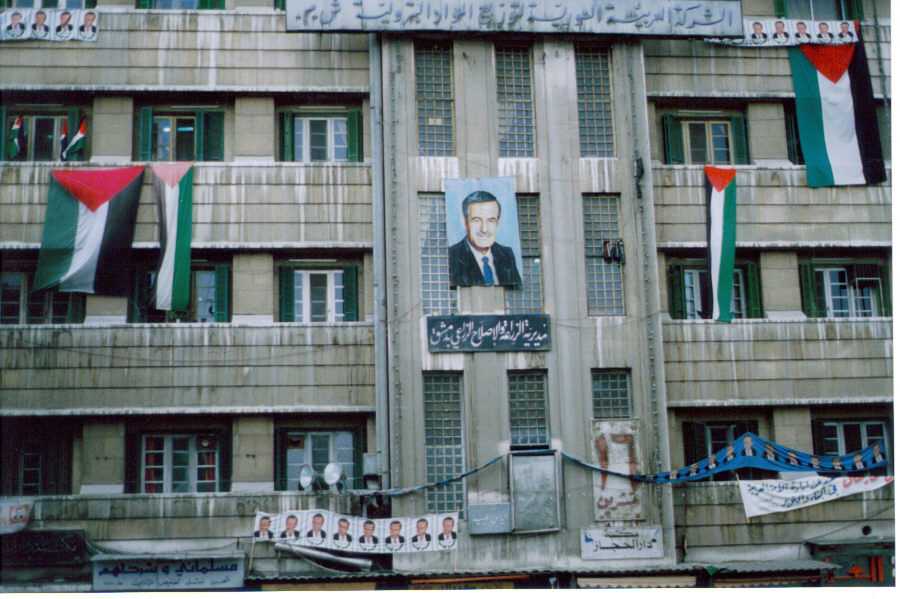
Портрети Хафеза аль-Асада на сирійських будівлях, 1992 рік

Протягом 1950-х років сирійські алавіти почали набувати впливу в сирійських збройних силах і партії Баас. На чолі з алавітськими військовими, такими як Салах Джадид, баасисти влаштували низку переворотів у 1960-х роках і збудували однопартійну державу. Партія зміцнила свій цілковитий контроль над державою та суспільством шляхом чисток цивільної еліти, агресивної пропагандистської політики «державно-націоналістичної індоктринації» та створювала мережі патронажу на основі конфесійних принципів для мобілізації підтримки. Після державного перевороту 1970 року, який усунув його суперника Салаха Джадіда; Хафез аль-Асад створив навколо себе культ особи в сталінському стилі; який зображував його як батька сирійської нації.

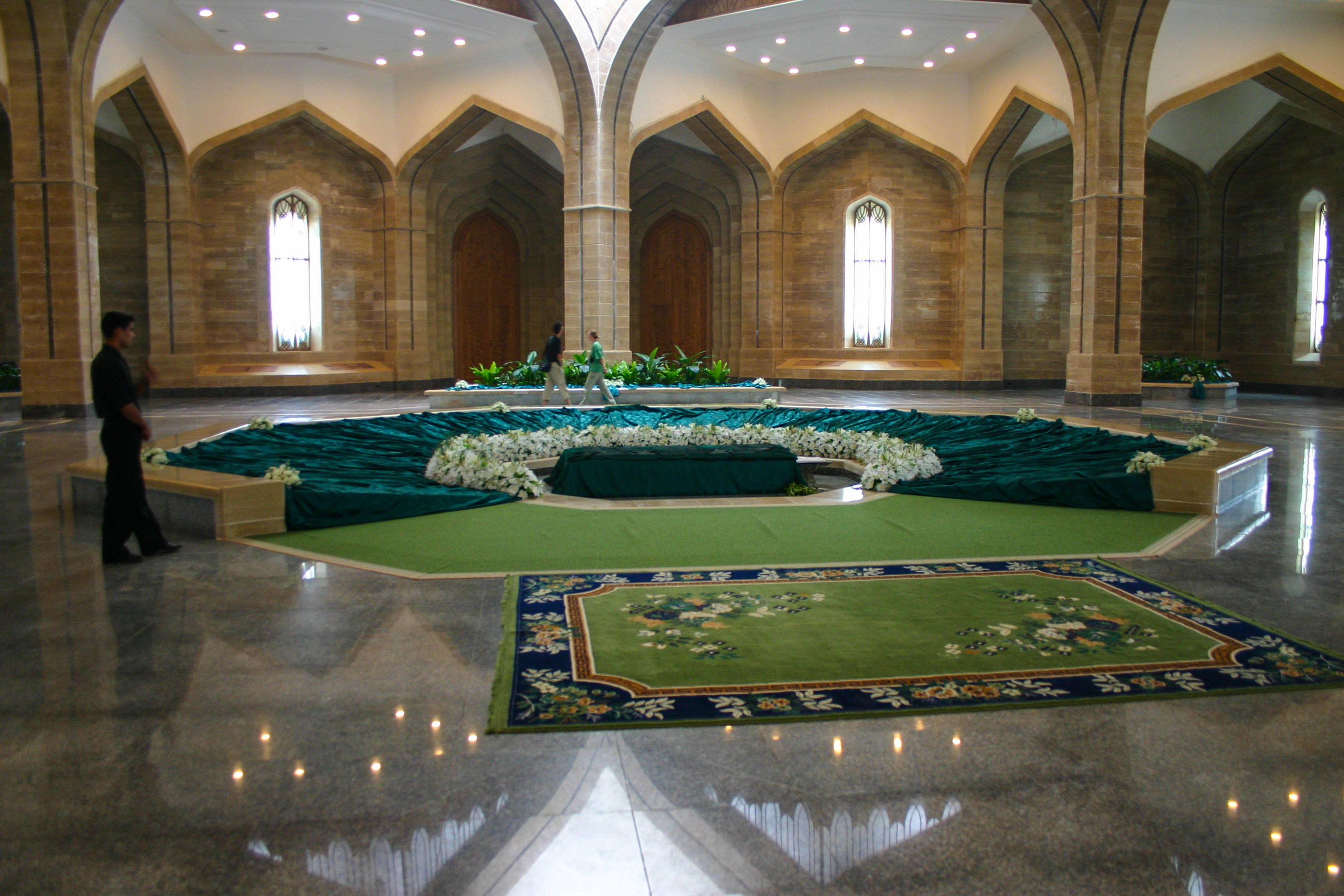
Мавзолей Хафеза аль-Асада у місті Кардаха

Після смерті Хафеза культ особи поширився на його сина Башара аль-Асада. Пам'ятники, малюнки, статуї, символи та рекламні щити обох лідерів були широкопоширені та покликані закріпити поняття «Сирія Асада». Спостерігачі розглядали зусилля державної пропаганди як стратегію забезпечення поступливості мас і ототожнення сирійської нації з династією Асадів.
|  | У жодній іншій країні на недавній пам'яті... ні в маоїстському Китаї, ні в комуністичній Югославії Тіто інтенсивність культу особи не досягала таких крайнощів. Образ Асада, який говорить, усміхається, слухає, доброзичливий чи суворий, урочистий чи замислений — всюди. Іноді по півдюжини його фотографій висять підряд. Його обличчя огортає телефонні стовпи і вантажівки, церкви і мечеті. Саме його бачить сирієць, коли розгортає газету |

З іншого боку, перебільшення пропаганди та все більше значення, яке надавалося підтримці культу особи навколо головних Асадів, призвели до одночасного зменшення акценту на самій сирійській ідентичності. На додаток до криміналізації будь-якої критики режиму; способи передачі повідомлень між державою та громадянським суспільством були суворо обмежені в межах того, що є офіційно прийнятним. Держава також заборонила приватні політичні погляди з критикою режиму та заохочувала громадян повідомляти про родичів і друзів, які виявляли небажане ставлення. Політика лібералізації економіки, реалізована протягом 2000-х років, посилила корупцію; оскільки головними вигодоздобувачами результатів були бізнесмени та родичі, наближені до родини Асадів; такі як Рамі Махлуф.

На відміну від інших арабських диктатур, ця риса режиму Баас і цілковита централізація влади в руках Асадів дозволили режиму прищепити аполітизм своїм громадянам; за якого пропагандистські гасла і символіка перетворилися на ритуал. Як наслідок, у звичайних сирійців стало набагато менше можливостей для вільної політичної активності порівняно з іншими арабськими державами. Багато людей уникали політичної активності; натомість віддаючи перевагу стабільності, яку пропонує режим. Зростання Інтернету та супутникових каналів і поширення груп громадянського суспільства та незалежних політичних активістів у 2000-х роках дедалі більше почали кидати виклик державній монополії на інформацію, що призвело до зростання політичного дисидентства серед молодших поколінь. Описуючи труднощі, пов'язані з підвищенням політичної свідомості сирійських громадян, порівнюючи їхню ситуацію з іншими арабськими протестувальниками, Керолайн, сирійська християнка та громадська активістка, ув'язнена режимом під час протестів Арабської весни 2011–12 рр., зазначає:
«До революції в Єгипті людям було дозволено збиратися, належати до політичних партій; люди мали політичне життя. Натомість у Сирії ми були осторонь від політики. Ми виросли в Сирії, і наші батьки казали нам, що ми не повинні говорити з будь-ким про нашу релігію чи про політику»
З моменту захоплення влади Хафезом аль-Асадом у 1970 році, державна пропаганда просувала новий національний дискурс, заснований на об'єднанні сирійців під "єдиною уявною ідентичністю баасистів " і асадизмом. Палко лояльні напіввійськові угруповання, відомі як Шабіха (тобто «привиди»), обожнювали династію Асадів за допомогою таких гасел, як «Немає Бога, крім Башара!» та вели психологічну війну проти нонконформістського населення.

## Падіння
8 грудня 2024 року династія зазнала краху на тлі масштабних наступів сирійської опозиції (на чолі з Хаят Тахрір аш-Шамом і за підтримки союзних повстанських груп Сирійської національної армії, які підтримувалися Туреччиною) в рамках Громадянської війни в Сирії, що розпочалась у 2011 році. Падіння Дамаска ознаменувало кінець правління Асадів.
Коли повстанська коаліція Південного ситуаційного центру увійшла до Дамаска, намагаючись знайти колишнього президента, з'явилася інформація про те, що Асад втік зі столиці на літаку. Згодом сирійські повстанці оголосили про перемогу над урядом Асада на державному телебаченні, а міністерство закордонних справ Росії оголосило про відставку Асада та відхід із Сирії. Згодом Росія повідомила, що надала Асаду та його родині притулок.